# Хочьяпулько
Хочьяпу́лько (исп. Xochiapulco) — муниципалитет в Мексике, входит в штат Пуэбла. Административный центр — посёлок 5 Мая.
Население — 3911 человек (2010 год).
Основные населённые пункты:
- 5 Мая (Cinco de Mayo),
- Ацалан (Atzalán),
- Яутетелько (Yautetelco),
- Куаухималоян (Cuauximaloyan),
- Ла-Мансанилья (La Manzanilla),
- Куаутаманис (Cuautamanis),
- Ихеуако (Ixehuaco),
- Сегунда-Сексьон (Segunda Sección),
- Игнасио-Сарагоса (Ignacio Zaragoza),
- Примера-Сексьон (Primera Sección).